# Promnitzowie
Promnitzowie – dolnośląski ród szlachecki herbu własnego.

## Historia
Ród znany jest od początków XV wieku. Siedzibami rodowymi były Wichów, Lasocin oraz Dzietrzychowice koło Kożuchowa w księstwie głogowskim. Pierwszą znaną historyczną postacią był Sigismund von Promnitz, który zmarł w roku 1444. Jego wnuk Baltazar von Promnitz w roku 1539 został biskupem wrocławskim. Nabył kilka majątków, m.in. wolne państwa stanowe: Pszczynę na Górnym Śląsku i Żary w Łużycach Dolnych.
Bratankowie biskupa Baltazara: Stanisław i Karol wraz z kuzynem Zygfrydem otrzymali w 1559 roku tytuły baronów czeskich (Freiherr). Zygmunt Zygfryd (wnuk Zygfryda) otrzymał tytuł czeskiego hrabiego (Graff), a później został mianowany hrabią Rzeszy Niemieckiej (Reichsgraf). Był założycielem tzw. linii hrabiowskiej. 
Linia baronowska – potomkowie Karola i Stanisława – wygasła pod koniec XVII wieku. Linia hrabiowska wygasła w 1785 roku na hrabim Janie Erdmanie von Promnitzu (urodzonym w 1719).

## Sarkofagi z kościoła Wszystkich Świętych w Pszczynie
Trzynastu członków rodu znalazło miejsce wiecznego spoczynku w krypcie grobowej kościoła farnego w Pszczynie.

## OdPiastówdo Promnitzów
Żoną Henryka Anzelma (zm. 1622), pana Pszczyny była Zofia a teściową księżniczka legnicka Helena (zm. 1583), córka ks. Fryderyka III.
| Jan (Johann IV) Kurzbach 1) zm. 18 V 1549 | Jan (Johann IV) Kurzbach 1) zm. 18 V 1549 |                                                          |                                                          | Anna Zborowska2) | Anna Zborowska2) |  |  | Fryderyk III, ks. Legnicy i Brzegu ur. 22 II 1520 zm. 15 XII 1570 | Fryderyk III, ks. Legnicy i Brzegu ur. 22 II 1520 zm. 15 XII 1570 |                               |                               | ks. Katarzyna Meklemburska3) ur. 14 IV 1518 zm. 17 XI 1581 | ks. Katarzyna Meklemburska3) ur. 14 IV 1518 zm. 17 XI 1581 |
|                                           |                                           |                                                          |                                                          |                  |                  |  |  |                                                                   |                                                                   |                               |                               |                                                            |                                                            |
|                                           |                                           |                                                          |                                                          |                  |                  |  |  |                                                                   |                                                                   |                               |                               |                                                            |                                                            |
|                                           |                                           | Zygmunt (Sigismund VI) Kurzbach ur. 1547 zm. 31 XII 1579 | Zygmunt (Sigismund VI) Kurzbach ur. 1547 zm. 31 XII 1579 |                  |                  |  |  |                                                                   |                                                                   | Helena ur. 1546 zm. 6 IV 1583 | Helena ur. 1546 zm. 6 IV 1583 |                                                            |                                                            |
|                                           |                                           |                                                          |                                                          |                  |                  |  |  |                                                                   |                                                                   |                               |                               |                                                            |                                                            |
|                                           |                                           |                                                          |                                                          |                  |                  |  |  |                                                                   |                                                                   |                               |                               |                                                            |                                                            |
|                                           |                                           |                                                          |                                                          |                  |                  |  |  |                                                                   |                                                                   |                               |                               |                                                            |                                                            |

|                 |                 | Henryk Anzelm von Promnitz ur. 26 XI 1564 zm. 24 III 1622 OO 20 I 1590 | Henryk Anzelm von Promnitz ur. 26 XI 1564 zm. 24 III 1622 OO 20 I 1590 | Zofia ur. 1572 zm. po 1605                                           | Zofia ur. 1572 zm. po 1605                                           |                                                                   |                                                                   |                                           |                                           |                                           |                                           |  |  |  |  |
|                 |                 |                                                                        |                                                                        |                                                                      |                                                                      |                                                                   |                                                                   |                                           |                                           |                                           |                                           |  |  |  |  |
|                 |                 |                                                                        |                                                                        |                                                                      |                                                                      |                                                                   |                                                                   |                                           |                                           |                                           |                                           |  |  |  |  |
|                 |                 |                                                                        |                                                                        |                                                                      |                                                                      |                                                                   |                                                                   |                                           |                                           |                                           |                                           |  |  |  |  |
| Urszula Benigna | Urszula Benigna | Anna Zofia4) zm. 1624                                                  | Anna Zofia4) zm. 1624                                                  | hrabia Zygmunt Zygfryd von Promnitz5) ur. 17 VII 1595 zm. 30 VI 1654 | hrabia Zygmunt Zygfryd von Promnitz5) ur. 17 VII 1595 zm. 30 VI 1654 | Klara Euzebia zm. 22 X 1627                                       | Klara Euzebia zm. 22 X 1627                                       | Polyksena Elżbieta6) ur. 1599 zm. 1650    | Polyksena Elżbieta6) ur. 1599 zm. 1650    |                                           |                                           |  |  |  |  |
|                 |                 |                                                                        |                                                                        |                                                                      |                                                                      |                                                                   |                                                                   |                                           |                                           |                                           |                                           |  |  |  |  |
| Henryk Krystian | Henryk Krystian | Maksymilian zm. 1624                                                   | Maksymilian zm. 1624                                                   | Bibiana ur. 2 I 1605, zm. 12 II 1632                                 | Bibiana ur. 2 I 1605, zm. 12 II 1632                                 | Erdmann I Leopold von Promnitz (1631–1664), syn Zygmunta Zygfryda | Erdmann I Leopold von Promnitz (1631–1664), syn Zygmunta Zygfryda | Eleonore von Racknitz (1636–1679)         | Eleonore von Racknitz (1636–1679)         |                                           |                                           |  |  |  |  |
|                 |                 |                                                                        |                                                                        |                                                                      |                                                                      |                                                                   |                                                                   |                                           |                                           |                                           |                                           |  |  |  |  |
|                 |                 |                                                                        |                                                                        |                                                                      |                                                                      |                                                                   |                                                                   |                                           |                                           |                                           |                                           |  |  |  |  |
|                 |                 |                                                                        |                                                                        |                                                                      |                                                                      | Balthasar Erdmann von Promnitz (1656–1703)                        | Balthasar Erdmann von Promnitz (1656–1703)                        | Emilie Agnes von Reuß-Schleiz (1667–1729) | Emilie Agnes von Reuß-Schleiz (1667–1729) | Emilie Agnes von Reuß-Schleiz (1667–1729) | Emilie Agnes von Reuß-Schleiz (1667–1729) |  |  |  |  |
|                 |                 |                                                                        |                                                                        |                                                                      |                                                                      |                                                                   |                                                                   |                                           |                                           |                                           |                                           |  |  |  |  |
|                 |                 |                                                                        |                                                                        |                                                                      |                                                                      |                                                                   |                                                                   |                                           |                                           |                                           |                                           |  |  |  |  |
|                 |                 |                                                                        |                                                                        |                                                                      |                                                                      |                                                                   |                                                                   | Erdmann II Promnitz (1683–1745)           |                                           |                                           |                                           |  |  |  |  |

| 1. Pan Milicza i Żmigrodu 2. Siostra banity Samuela Zborowskiego 3. Córka ks. meklemburskiego Henryka V 4. Żona Adama Jana Męczyńskiego 5. Pan Pszczyny, Żar i Trzebiela 6. Żona Hansa von Pücklera |

## Od Anhaltów przez Promnitzów doHochbergów
Ostatni z rodu Promnitzów, Jan Erdmann (1719-1785), przekazał ziemię pszczyńską swemu siostrzeńcowi z rodu Anhalt-Köthen, Fryderykowi Erdmannowi (1731-1797). Kolejni właściciele Pszczyny z rodu Anhaltów władali tutejszymi majątkami do połowy XIX w. W 1846 r. ostatni z rodu, książę Henryk von Anhalt-Köthen (1778–1847), oddał ziemię pszczyńską swemu siostrzeńcowi, księciu Janowi Henrykowi X von Hochberg (1806–1855) z potężnego rodu magnackiego Hochbergów. 
| Emanuel Lebrecht Anhalt-Köthen (1671–1704) | Emanuel Lebrecht Anhalt-Köthen (1671–1704) |                                             |                                             | Gisela Agnes von Rath (1669–1740) | Gisela Agnes von Rath (1669–1740) |  |  | Erdmann II Promnitz (1683-1745) | Erdmann II Promnitz (1683-1745) |                                               |                                               | Anna Maria von Sachsen-Weißenfels (1683-1731) | Anna Maria von Sachsen-Weißenfels (1683-1731) |
|                                            |                                            |                                             |                                             |                                   |                                   |  |  |                                 |                                 |                                               |                                               |                                               |                                               |
|                                            |                                            | August Ludwig von Anhalt-Köthen (1697-1755) | August Ludwig von Anhalt-Köthen (1697-1755) |                                   |                                   |  |  |                                 |                                 | Christine Johanna Emilie Promnitz (1708–1732) | Christine Johanna Emilie Promnitz (1708–1732) |                                               |                                               |
|                                            |                                            |                                             |                                             |                                   |                                   |  |  |                                 |                                 |                                               |                                               |                                               |                                               |
|                                            |                                            |                                             |                                             |                                   |                                   |  |  |                                 |                                 |                                               |                                               |                                               |                                               |
|                                            |                                            |                                             |                                             |                                   |                                   |  |  |                                 |                                 |                                               |                                               |                                               |                                               |

|  |  |  |  |  |  |                                            |                                            |                                  |                                  |                                                      |                                                      |                                                     |                                                     |
|  |  |  |  |  |  | Fryderyk Erdmann Anhalt-Köthen (1731-1797) | Fryderyk Erdmann Anhalt-Köthen (1731-1797) |                                  |                                  | Luise Ferdinande zu Stolberg-Wernigerode (1744-1784) | Luise Ferdinande zu Stolberg-Wernigerode (1744-1784) |                                                     |                                                     |
|  |  |  |  |  |  |                                            |                                            |                                  |                                  |                                                      |                                                      |                                                     |                                                     |
|  |  |  |  |  |  |                                            |                                            |                                  |                                  |                                                      |                                                      |                                                     |                                                     |
|  |  |  |  |  |  |                                            |                                            | Anna Emilie von Pleß (1770–1830) | Anna Emilie von Pleß (1770–1830) |                                                      |                                                      | Jan Henryk VI von Hochberg-Fürstenstein (1768–1833) | Jan Henryk VI von Hochberg-Fürstenstein (1768–1833) |
|  |  |  |  |  |  |                                            |                                            |                                  |                                  |                                                      |                                                      |                                                     |                                                     |
|  |  |  |  |  |  |                                            |                                            |                                  |                                  | Jan Henryk X von Hochberg (1806–1855)                |                                                      |                                                     |                                                     |

## Galeria

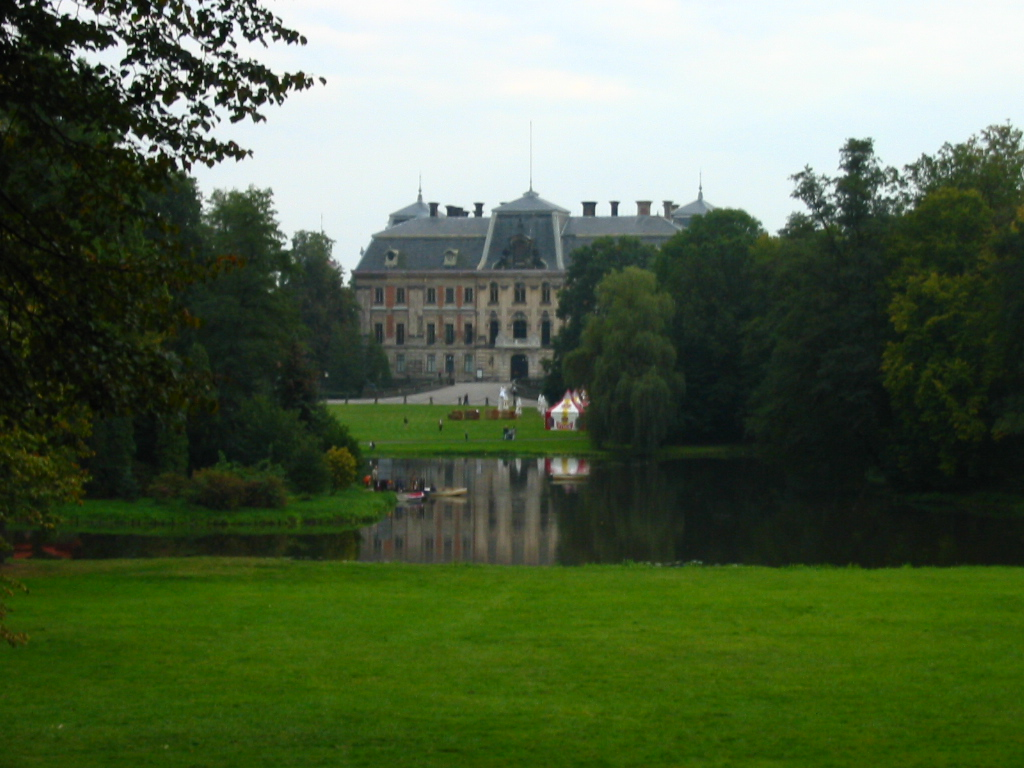
Zamek w Pszczynie
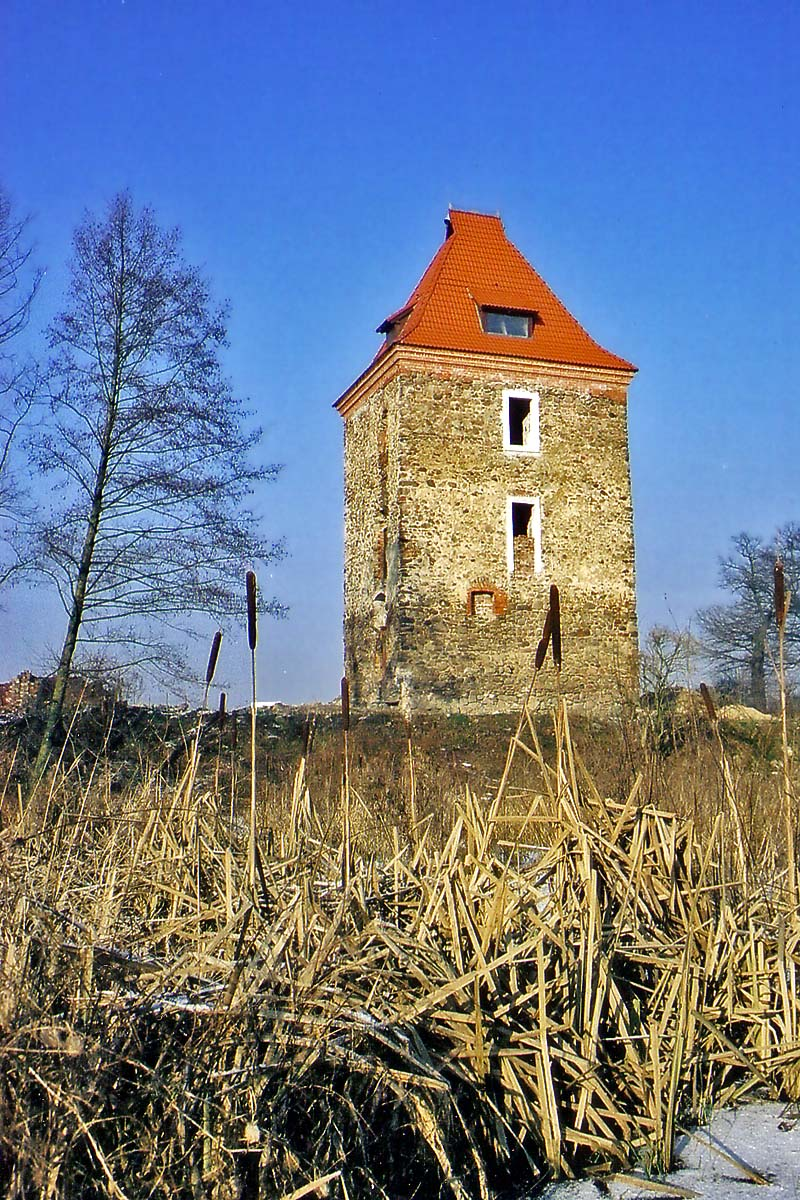
Wieża rycerska w Dzietrzychowicach
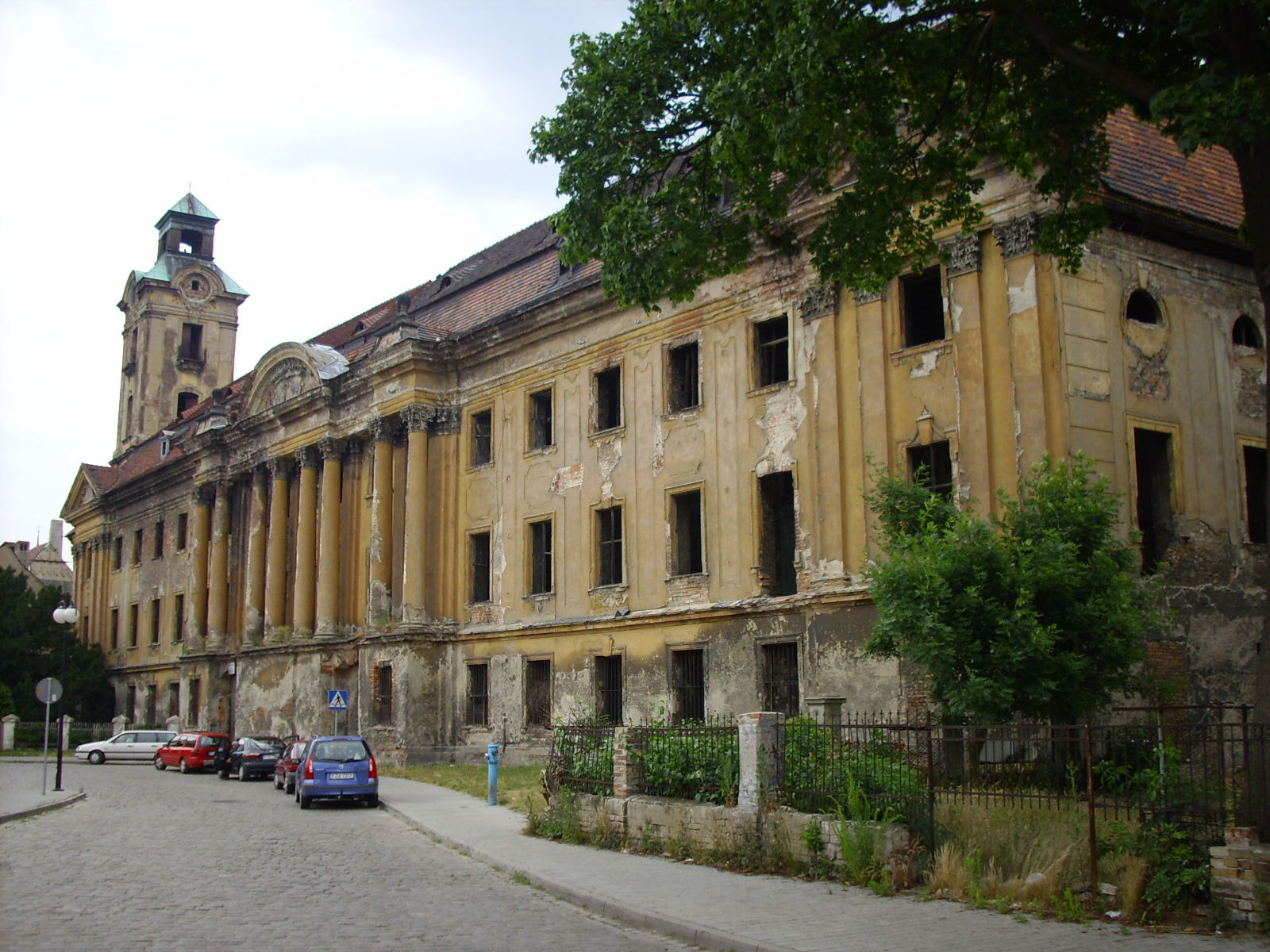
Pałac w Żarach
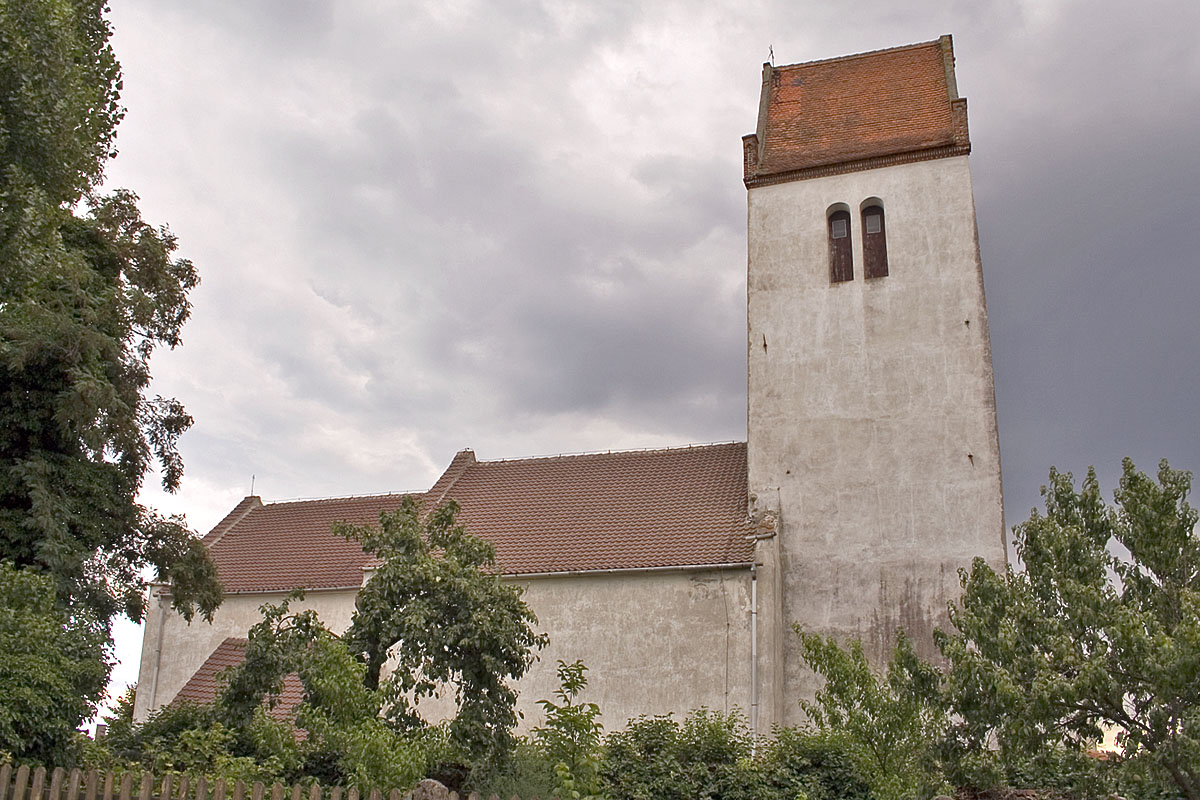
Kościół w Wichowie, XIII w.

## Literatura
- Hans Friedrich von Ehrenkrook: Ahnenreihen aus allen deutschen Gauen, t. 1. Görlitz: Verlag für Sippenforschung und Wappenkunde C. A. Starke 1928.
- Heinrich Graf von Brühl und die Herrschaft Forst-Pförten, wyd. Brandenburgisches Textilmuseum Forst (Lausitz) 2003.
- Tomasz Jaworski, Sylwia Kocioł (red. nauk.): Promnitzowie w dziejach Śląska i Łużyc. Zielonogórskie Studia Łużyckie, t. 7. Zielona Góra: Oficyna Wydawnicza Uniwersytetu Zielonogórskiego 2011. ISBN 978-83-7481-467-6.
- Prof. dr Ernst Heinrich Kneschke (red.): Neues allgemeines Deutsches Adels-Lexicon im Verein mit mehreren Historikern, t. 7, Leipzig 1867.
- Piotr Kowalski: Wpływ Promnitzów na rozwój gospodarki leśnej na terenie pogranicza śląsko-łużyckiego w XVII-XVIII wieku. [w:] Tomasz Jaworski, Sylwia Kocioł (red. nauk.): Promnitzowie w dziejach Śląska i Łużyc. Zielonogórskie Studia Łużyckie, t. 7. Zielona Góra: Oficyna Wydawnicza Uniwersytetu Zielonogórskiego 2011, s. 117-125. ISBN 978-83-7481-467-6.
- Piotr Kowalski, Izabela Taraszczuk: Promnitzowie w dziejach Śląska i Łużyc. [w:] "Przegląd Zachodni. Czasopismo Instytutu Zachodniego w Poznaniu". Poznań: Instytut Zachodni 2010, Nr 1(334)/2010, s. 296-298, ISSN 0033-2437 (sprawozdanie z konferencji naukowej „Promnitzowie w dziejach Śląska i Łużyc” zorg. przez Instytut Historii (Uniwersytet Zielonogórski) i Urząd Miasta Żary w Żarach w dn. 22.10.2009 r.).
- Hans Erich Kubach, Joachim Seeger, Wilhelm Jung: Die Kunstdenkmäler des Kreises Sorau und der Stadt Forst. Cykl: Die Kunstdenkmäler der Provinz Brandenburg, hrsg. vom Brandenburgischen Provinzialverband unter der Schriftleitung von Heinrich Jerchel. Berlin: Deutscher Kunstverlag 1939.
- Johann Samuel Magnus: Historische Beschreibung der Hoch-Reichs-Gräfflichen Promnitzschen Residentz-Stadt Sorau in Niederlausitz, Und Deroselben Regenten Kirchen- und Regiment-Sachen, Wie auch Gelehrten Leuthen Und Sonderbahren Begebenheiten. Leipzig 1710.
- Marcin Maciejewski: Tytulatura rodu von Promnitz z linii żarskiej w XVI-XVIII wieku w świetle rękopisów i starodruków. [w:] "Studia Zachodnie" 2016, t. 18. ISSN 1428-0663
- Ekkehart Neumann-Reppert: Die Familie von Promnitz.
- Jerzy Polak: Erdmann II Promnitz. Wolny pan na Pszczynie i Żarach (1683-1745). Pszczyna 1996. ISBN 83-903008-7-7.
- Detlev Schwennicke: Europäische Stammtafeln, Neue Folge Bd. XIX. Zwischen Weser und Oder. Frankfurt am Main: Vittorio Klostermann 2000. ISBN 3-465-03074-5.
- Johann Sinapius: Schlesische Curiositäten, Bd. I. Leipzig 1720, S. 95-109.
- Johann Sinapius: Schlesische Curiositäten, Bd. II. Leipzig 1728.
- Wojciech Strzyżewski: Herby rodziny von Promnitzów. [w:] Tomasz Jaworski, Sylwia Kocioł (red. nauk.): Promnitzowie w dziejach Śląska i Łużyc. Zielonogórskie Studia Łużyckie, t. 7. Zielona Góra: Oficyna Wydawnicza Uniwersytetu Zielonogórskiego 2011, s. 31-37. ISBN 978-83-7481-467-6.
- Izabela Taraszczuk: Obraz rodu Promnitzów w literaturze pięknej. [w:] Tomasz Jaworski, Sylwia Kocioł (red. nauk.): Promnitzowie w dziejach Śląska i Łużyc. Zielonogórskie Studia Łużyckie, t. 7. Zielona Góra: Oficyna Wydawnicza Uniwersytetu Zielonogórskiego 2011, s. 187-210. ISBN 978-83-7481-467-6.
- Johann Gottlob Worbs: Geschichte der Herrschaften Sorau und Triebel. Sorau: Rauert 1826.